# مایلز کاتن
مایلز کاتن (به انگلیسی: Miles Caton) یک هنرپیشه و موسیقی‌دان آمریکایی است. کاتون تقریباً در تمام زندگی خود به عنوان خواننده فعال بوده است و اولین بار در سال ۲۰۱۸ در برنامه استعدادیابی (لیتل بیگ شاتز) کوچولوهای کله‌گنده به شهرت ملی رسید. کاتن بیشتر به خاطر بازی در نقش سامی مور در فیلم گناهکاران محصول ۲۰۲۵ مشهور است.
مایلز کاتن در بروکلین، نیویورک متولد شد، و از «خانواده‌ای بسیار موسیقایی» بود که هر عضوی «می‌تواند برخی از سازها را بخواند یا بنوازد.» خوانندگان خانواده او شامل مادرش تیمینی فیگوروآ و عمه اش آنایشا فیگوئروآ کوپر هستند. کاتن در سن دو سالگی شروع به خواندن کرد.